# Michael Klaus
Michael Klaus (* 6. März 1952 in Brilon; † 1. Juni 2008 in Gelsenkirchen-Buer) war ein deutscher Schriftsteller und Dichter. Er lebte und arbeitete in Gelsenkirchen-Buer in Nordrhein-Westfalen.

## Leben
Klaus wuchs in einer Arbeitersiedlung in Gelsenkirchen auf. Schon früh verspürte er die geistige Enge des von Arbeit geprägten Ruhrgebiets der 1950er Jahre. Sein Wunsch, Schriftsteller zu werden, stieß in dieser Umgebung auf Unverständnis. Unterstützung und Anerkennung fand er bei den Dichtern der damals im Aufschwung befindlichen Arbeiterliteratur Hugo Ernst Käufer und Richard Limpert. Bald jedoch empfand er die literarischen Ziele dieser Gruppe als zu eng angelegt.
Er studierte Germanistik und Kunst in Bochum und Essen. Seit 1982 arbeitete Klaus als freier Schriftsteller.
2002 wurde er in den P.E.N. gewählt. 2003 wurde er Vizepräsident des deutschen P.E.N. und Writers-in-Exile-Beauftragter. Als solcher unterstützte er politisch verfolgte Schriftsteller aus aller Welt.
Klaus war Mitglied im Verband deutscher Schriftsteller (VS) und hielt Gastdozenturen an der Universität Duisburg-Essen und an der internationalen filmschule köln.
Bis zuletzt lebte Michael Klaus, von schwerer Krankheit gezeichnet, in Gelsenkirchen-Buer.

## Werk
Klaus bewegte sich literarisch in den Bereichen Roman, Kurzgeschichte, Glosse, Essay und Lyrik. Er schrieb Scripte für Hörspiele und Drehbücher für Film und Fernsehen, unter anderem für Schimanski muss leiden und Libretti für Musicals, zum Beispiel nullvier – Keiner kommt an Gott vorbei. Zusammen mit Moritz Eggert (Musik) schrieb er „Die Tiefe des Raumes“, ein Fußballoratorium für die Ruhrtriennale 2005 im Rahmen des Kulturprogramms der FIFA WM 2006.
Der Nachlass befindet sich im Westfälischen Literaturarchiv in Münster.

## Werke
- Ganz normal. Gebrauchs-Gedichte. Spectrum, 1979. ISBN 978-3-7976-1333-2
- Der Fleck. Roman. Klartext, Essen 1984. ISBN 978-3-88474-301-0
- Unheimlich offen : Geschichten vom neuen Lebensgefühl. Rowohlt (rororo), Reinbek 1985. ISBN  	978-3-499-15511-6
- Brüder zur Sonne zur Freizeit : weitere Geschichten vom neuen Lebensgefühl. Rowohlt (rororo), Reinbek 1987. ISBN 978-3-499-15899-5
- Nordkurve. Roman. Goldmann, München 1993. ISBN 978-3-442-42292-0
- Auf ein langes Leben! Satiren. Rowohlt (rororo), Reinbek 1993. ISBN 978-3-499-12932-2
- Fisch ist gut gegen Depressionen. Klartext. Essen 1995. ISBN 978-3-88474-257-0
- Schlaflose Nacht. Prosa für den Rundfunk. Wort und Bild, Bochum 1994. ISBN 978-3-927430-13-6
- Hin- und hergerissen zwischen Gelsenkirchen und Hollywood. Literatur und Jazz, Audio-CD mit Theo Jörgensmann (Musik). Pendragon, Bielefeld 1996. ISBN 978-3-929096-32-3
- Scherpe & Ziska. Erzählung. Hensejowsky+Boschmann, Essen 1996. ISBN 978-3-922750-28-4
- Der Sommer in Samuels Augen, zusammen mit Roman Klaus. Fischer Taschenbuch Verlag, Frankfurt 1997. ISBN 978-3-596-85019-8
- Klaras Geschichte. Roman. Arena, Würzburg 2000. ISBN 978-3-401-04734-8
- Wie ich meine ersten drei Frauen verlor. Geschichten. Pendragon, Bielefeld 2001. ISBN 978-3-929096-90-3
- Ab die Kirsche. Arena, Würzburg 2006. ISBN 978-3-401-02660-2
- … in die weite Welt hinein. Asso, Oberhausen 2006. ISBN 978-3-938834-06-0
- Totenvogel, Liebeslied. Roman. Oberhausen Asso, 2006. ISBN 978-3-938834-15-2
- Tage auf dem Balkon. Roman. Ardey, Münster 2009. ISBN 978-3-87023-156-9
- Nordkurve, Roman (Neuveröffentlichung). WAZ Bibliothek des Ruhrgebiets. Klartext, Essen 2020. ISBN 978-3-8375-2345-4

## Auszeichnungen
- 1977: Stipendium der Stadt Gelsenkirchen
- 1979, 1983, 1996, 1999: Stipendien des Landes NRW
- 1980: Förderpreis des Landes Nordrhein-Westfalen für Literatur
- 1981: Hungertuch-Preis, Literaturpreis der Stadt Frankfurt am Main
- 1981: Lyrikpreis (Heinrich-Heine-Tage) der Stadt Düsseldorf
- 1988: Stipendium des Deutschen Literaturfonds
- 1991: Literaturpreis Ruhrgebiet
- 1995: und 1997 Stipendien der Filmstiftung NRW
- 1996: Alfred-Müller-Felsenburg-Preis für aufrechte Literatur, Hagen
- 1997: Kulturpreis Hochsauerland (zusammen mit Siegfried Kessemeier)
- 2000: Auszeichnung der Stiftung Buchkunst (für: Klaras Geschichte)
- 2000: Nominierung für den Grimme-Preis (für: Schimanski muß leiden)
- 2002: Wahl in den PEN
- 2003: Vizepräsident des deutschen P.E.N. und Writers-in-Exile-Beauftragter